# Dodo (Sänger)
Dodo (* 1977 in Nairobi; eigentlich Dominik Jud) ist ein Schweizer Musikproduzent und Reggae- sowie Raggasänger.

## Leben
Dodo Jud kam als Sohn von Schweizer Eltern in Kenia auf die Welt und verbrachte seine ersten Jahre in Abidjan an der Elfenbeinküste. 1983 kehrte die Familie zurück in die Schweiz. Seine ersten Bühnenerfahrungen machte Dodo im Alter von 17 Jahren, als er in Jugendhäusern und an Schulen auftrat.

## Musikkarriere
Im Herbst 1999 wurde Dodo in der Schweiz einem grösseren Publikum durch seine Teilnahme an der Reality-Show «Expedition Robinson» des Senders TV3 bekannt. Mit seiner fast zeitgleich veröffentlichten Debüt-Single «Robinsong» stieg er gleich in die Schweizer Hitparade ein. Im Sommer 2000 erschien in Zusammenarbeit mit Thomas Gassmann (auch bekannt als Mec2rue), mit dem Dodo die Band Doppelganger bildete, das dazugehörige Album «Hörspiel». Die daraus ausgekoppelte Single «Wieso?» erreichte in der Folge eine Platzierung in der Hitparade. Zwei Jahre später realisierten Doppelganger ihr zweites und letztes Reggae-Album mit dem Titel «Original». Ausser als Sänger war Dodo bei diesem Album auch als Produzent tätig.
Seit 2004 ist er wieder als Solokünstler tätig und tritt regelmässig an Konzerten und Festivals in der ganzen Schweiz, in Deutschland und Österreich auf. 2006 veröffentlichte er sein erstes Soloalbum «Endlich», dem drei Jahre später das Album «Reggae Against the Machine» folgte. Im Jahr 2009 belegte Dodo mit dem Song «Plan B (Allstars Remix)» den 4. Platz beim Protestsongcontest. 2011 kam sein drittes Album «Funkloch» auf den Schweizer Markt, das Soul- und Funk-Einflüsse enthielt. Im August 2012 coverte er anlässlich der Fernsehsendung «Cover Me» vom Schweizer Fernsehen den Welthit O mein Papa von Lys Assia. Als Produzent hat er bereits zwei Alben von der Mundartrapperin Steff La Cheffe produziert, deren zweites Album die Nummer 1 in der Schweizer Hitparade erreichte. Dodo produzierte auch das Album «Zucker fürs Volk» der Mundart-Combo Lo & Leduc. Diese wurden im Februar 2015 anlässlich der Swiss Music Awards mit drei Awards ausgezeichnet. Als Mitproduzent des Schweizers James Gruntz war Dodo auch an dessen Erfolgen an den Swiss Music Awards beteiligt. Gruntz erhielt zwei Auszeichnungen. Als Solokünstler veröffentlichte er im Februar 2015 seine erste Single «Hippie-Bus» im Vorgriff auf ein neues Album. Sie hielt sich monatelang in den Charts. Das Album Anti Brumm erschien am 25. September und stieg auf Platz 2 der Hitparade ein.
2021 nahm er an der zweiten Staffel Sing meinen Song – Das Schweizer Tauschkonzert teil. Im Februar desselben Jahres erschien mit Pass sein sechstes Album. Dieses sollte ursprünglich in einem mobilen Aufnahmestudio in Dodos Heimat, der Elfenbeinküste, aufgenommen werden. Durch die Corona-Pandemie änderte Dodo sein Konzept und nahm das Album in den Schweizer Alpen auf.
Mai 2023 wurde bekannt, dass er die Moderation von Sing meinen Song – Das Schweizer Tauschkonzert von Seven übernehmen wird, welcher nach vier Staffeln seinen Ausstieg bekannt gab.

## Diskografie
Alben
- Endlich (2006)
- Reggae Against the Machine (2009)
- Funkloch (2011)
- Anti Brumm (2015)
- Pfingstweid (2017)
- Pass (2021)
- Yopougon – Way Back Home (2024)

Lieder
- Robinsong (1999)
- O mein Papa (als Dodo Jud, 2012)
- Hippie-Bus (2015)
- Zürimaa (2017)
- Brütigam (feat. Dabu Fantastic, 2017)
- Hardbrugg (feat. Rita Roof, 2018)
- Helga (2018)